# 英雄の嘆き
『英雄の嘆き』(えいゆうのなげき、Héroïde funèbre) S.102/R.419, 1849-54年は、フランツ・リストが作曲した8番目の交響詩。

## 概要
7月革命の理想を盛り込んだ作品で、未完成であるとも言われている。元の作品は「革命交響曲」の第一楽章になる予定であった。2台のピアノ編曲がある。

## 作曲完成年代
第一稿：1850年、第二稿：1854年、ヴァイマル。

## 編成
ピッコロ、フルート2、オーボエ2、イングリッシュホルン、クラリネット2、ファゴット2、ホルン4、トランペット2、トロンボーン3、チューバ、ティンパニ4個、シンバル、バスドラム、中太鼓、タムタム、鐘2個、弦五部

## 演奏時間
約20分。

## 構成
ヘ短調、葬送行進曲風のレント・ルグーブレの導入部が打楽器だけの合奏で始まるのは、後のベルクの「3つの管弦楽曲」第1曲を思わせる。このまま葬送行進曲に入り、これが展開されたのち、後半に入ったところでテンポが速くなり劇的な音楽が繰り広げられるが、最後は元の葬送音楽に戻って寂しく終わる。